# Quimbaya

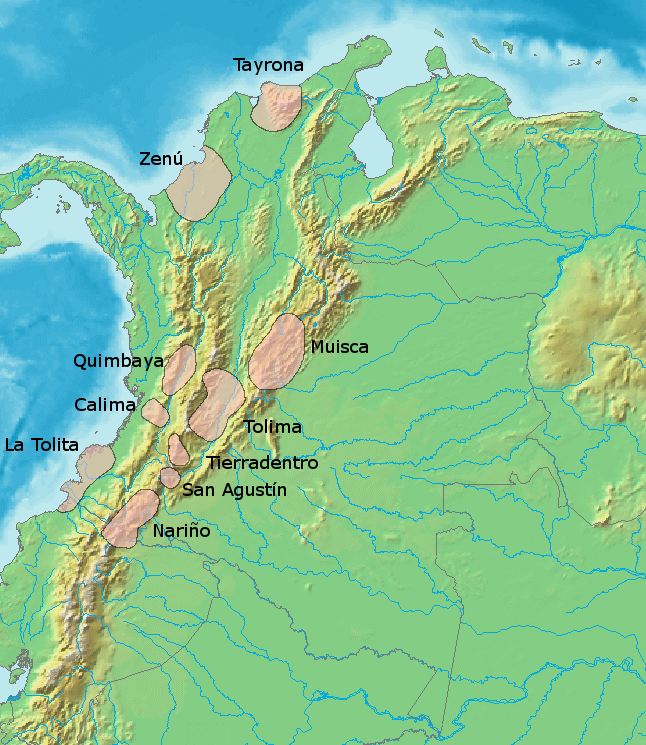
Prekolumbijskie kultury na obszarze współczesnej Kolumbii (obszar kultury Quimbaya na zachód od Bogoty)

Quimbaya – nazwa ludu i kultury ukształtowanej w środkowej części doliny rzeki Cauca w zachodniej Kolumbii, rozwijającej się w okresie późno-prahistorycznym (300-1600 n.e.).

## Historia
Język ludu Quimbaya pozostaje nieznany. Przypuszcza się, że Quimbayowie posługiwali się językiem z grupy Caribe, co by świadczyło, że pierwotnie wywodzili się z terenów Amazonii. Na czele społeczności stał kacyk dzierżący w swoich rękach władzę polityczną i religijną. Quimbayowie prowadzili osiadły tryb życia, trudniąc się rolnictwem (uprawa kukurydzy, ziemniaków, manioku, flaszowca) i rzemiosłem (ceramiką, złotnictwem, tkactwem – wyroby z bawełny). Ich kontakty z Europejczykami w XVI wieku spowodowały wybuch epidemii chorób zakaźnych (czarnej ospy, ospy wietrznej, odry, grypy), na które Quimbayowie nie byli uodpornieni, i gwałtowne zmniejszenie się populacji. Resztki ludu Quimbaya zmieszały się z innymi plemionami i ludami tubylczymi, a język i kultura Quimbayów odeszły w zapomnienie.

## Zabytki
Kultura Quimbaya znana jest głównie dzięki wyrobom złotniczym, odkrytych podczas eksploracji grobów jej przedstawicieli. Wielką ilość odkrytych ozdób wykonana została z czystego złota lub stopu złota i miedzi zwanego tumbaga. Wyroby te powstały przy użyciu kilku najbardziej rozwiniętych technik metalurgicznych znanych w Ameryce prekolumbijskiej, obejmujących: wytop, spawanie, kucie na zimno, odlewanie w formach, odlew „na wosk tracony”. Wytwarzane przedmioty to: ozdoby nosa, diademy, wisiorki, bransolety, szpile, naczynia, maski twarzowe dla mumii, figurki, berła. Ceramika kultury Quimbaya była niekiedy modelowana oraz zdobiona malowaniem negatywowym i ornamentem rytym.
W rozwoju sztuki Quimbaya wyróżnia się dwa okresy:
- Okres wczesny (do 600 n.e.): W okresie tym w sztuce złotniczej dominują postacie kultowe męskie i żeńskie, a formy, kolory i motywy (sylwetki kobiet, owoce – tykwy, dynie) sugerują kult płodności. Występują naczynia kultowe tzw. poporo oraz naczynia w formie dostojnej kobiety z wyższych sfer w postawie rytualnej.
- Okres późny (do 1600 n.e.): Dochodzi wtedy do znacznego wzrostu populacji i głębokich zmian kulturowych. Maluje się ciało, używa ozdób z paciorkami na kończynach, umieszcza ozdoby w nosie i na dolnej wardze. W złotnictwie używa się, oprócz złota, także miedzi. Z pomocą ozdób i rysunków na ciele kacykowie prezentują się jako ludzie-jaguary, ludzie-żaby i ludzie-jaszczurki.

Bogatym zbiorem złotych przedmiotów kultury Quimbaya dysponuje współcześnie kolumbijskie Muzeum Złota w Bogocie oraz hiszpańskie Muzeum Ameryki w Madrycie. Ta druga kolekcja powstała na skutek przekazania Koronie Hiszpańskiej przez rząd Kolumbii złotych przedmiotów kultury Quimbaya z okazji 400-lecia odkrycia Ameryki w 1893.

## Galeria

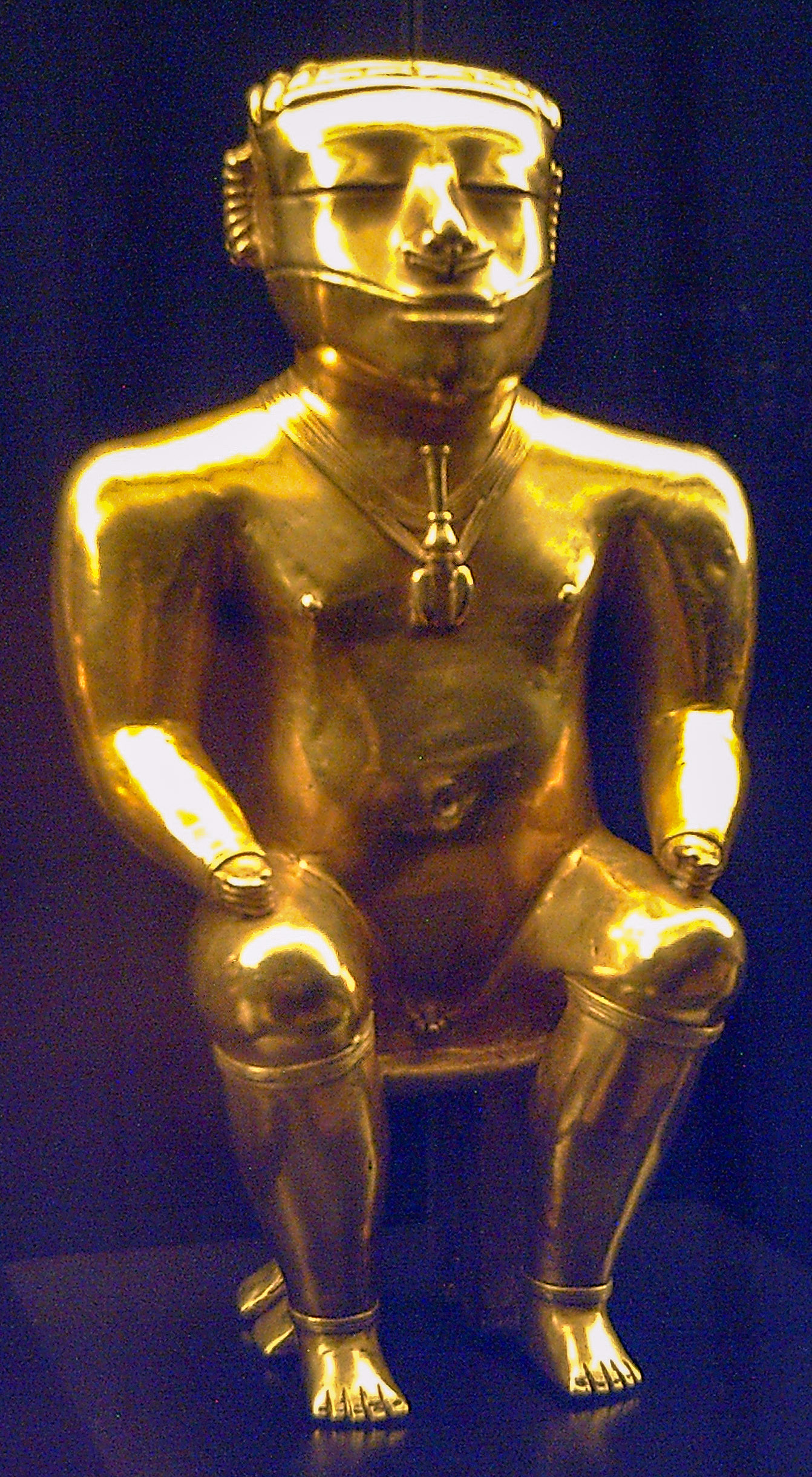
Złota statuetka kacyka Quimbaya, Muzeum Ameryki w Madrycie
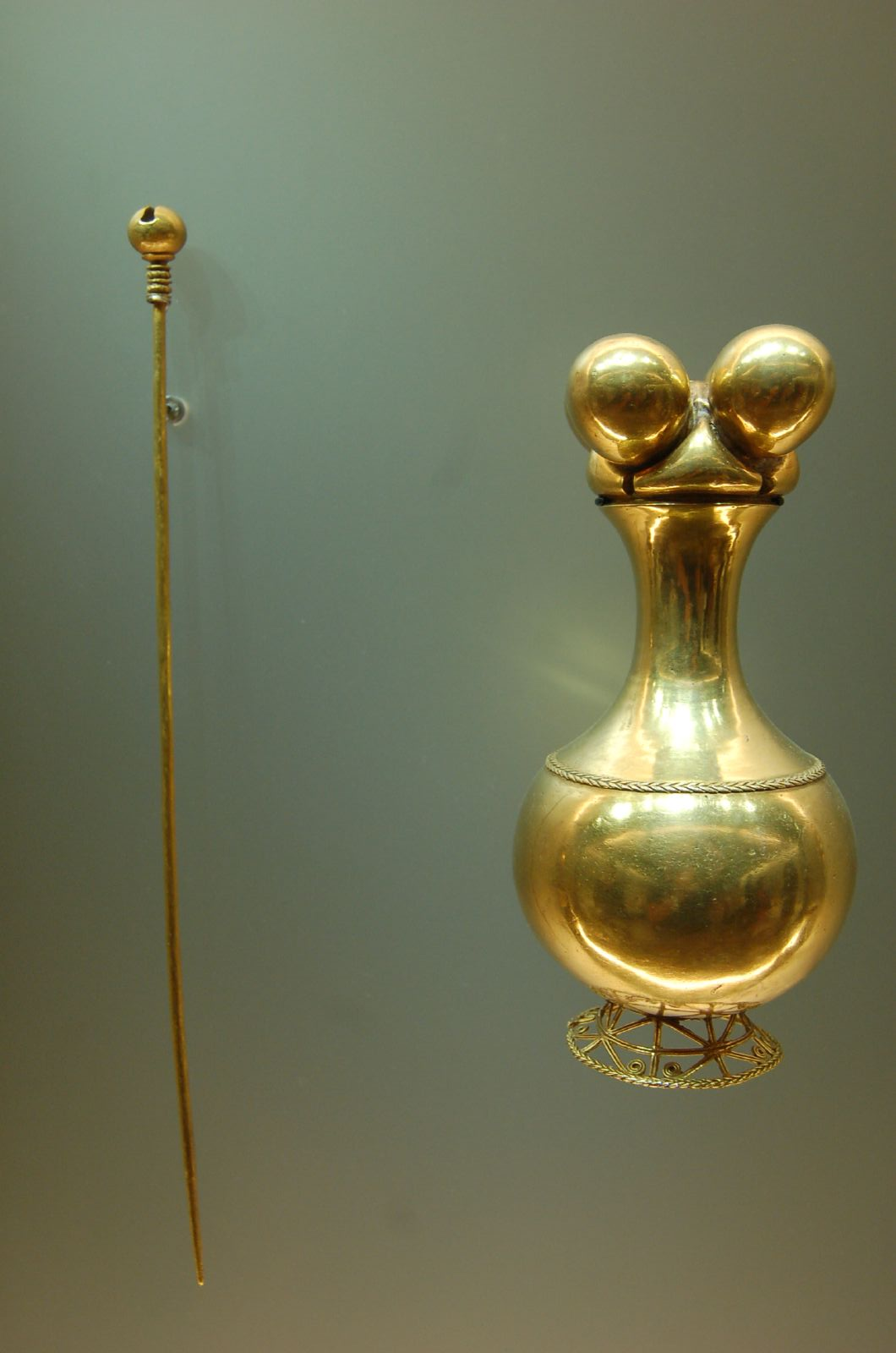
Złote przedmioty kultury Quimbaya – tłuczek i poporo, Muzeum Złota w Bogocie
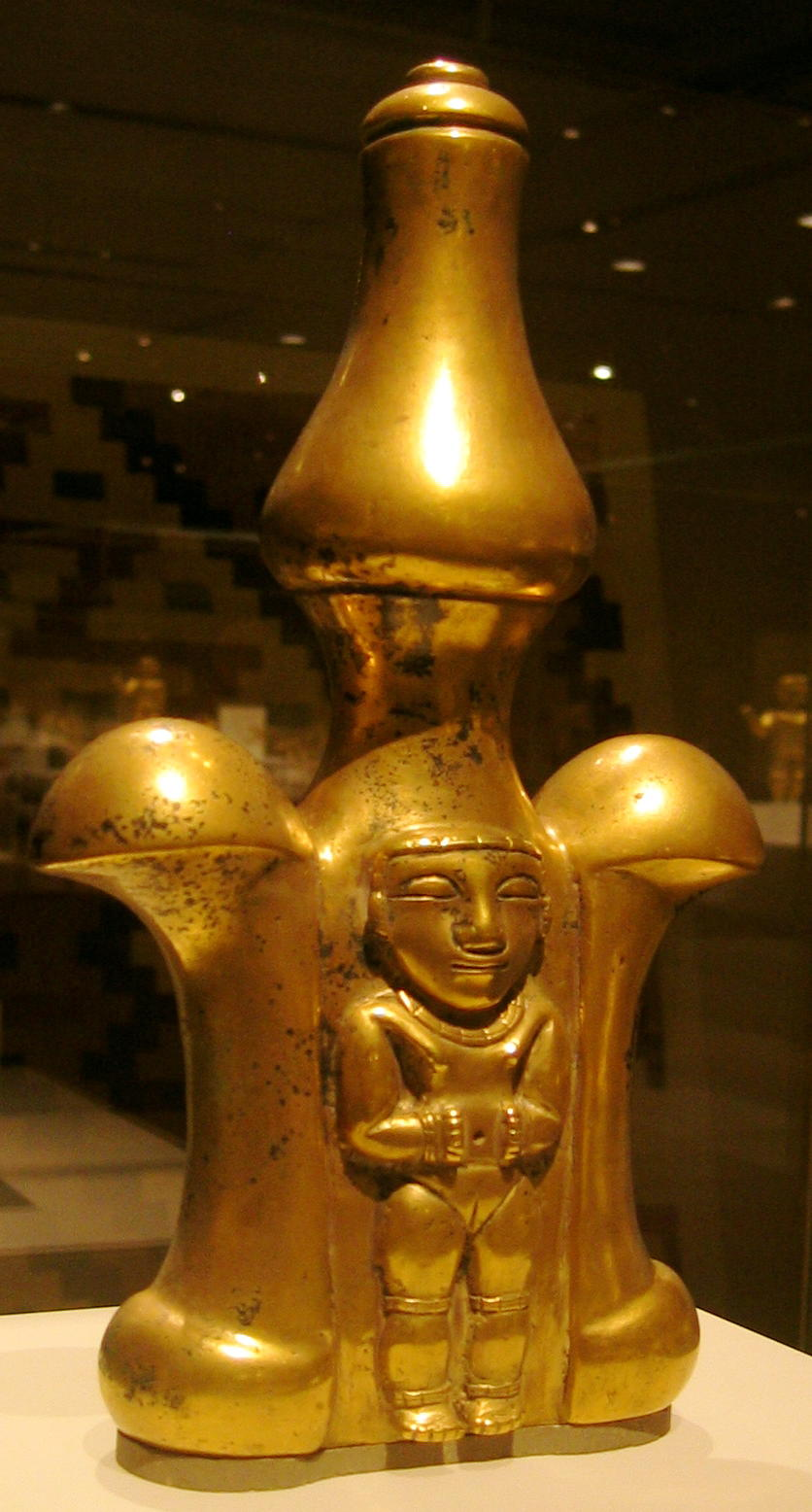
Inne złote poporo z Metropolitan Museum of Art w Nowym Jorku
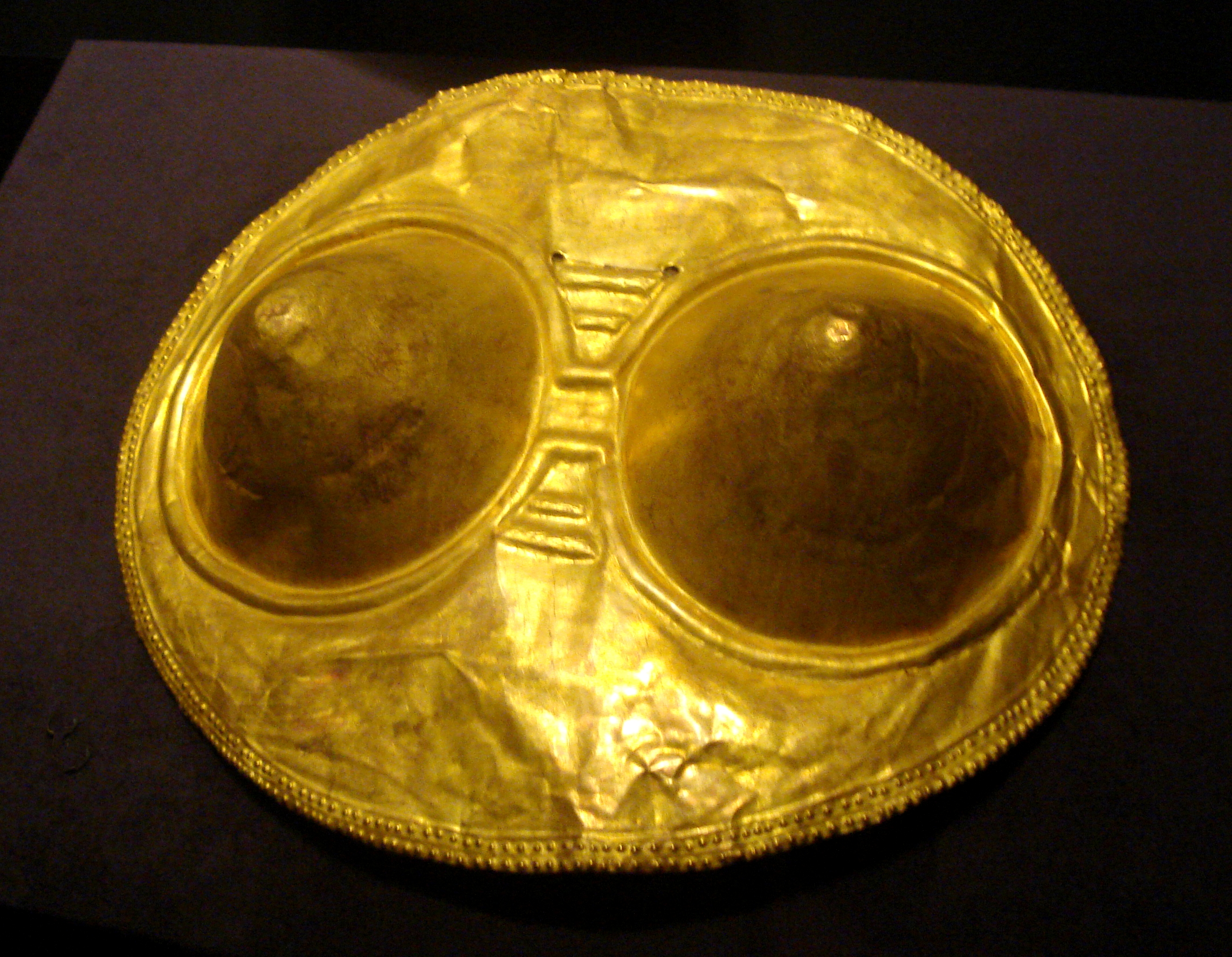
Pektorał z tumbagu, Muzeum Historii Naturalnej w Chicago